# 中村道太

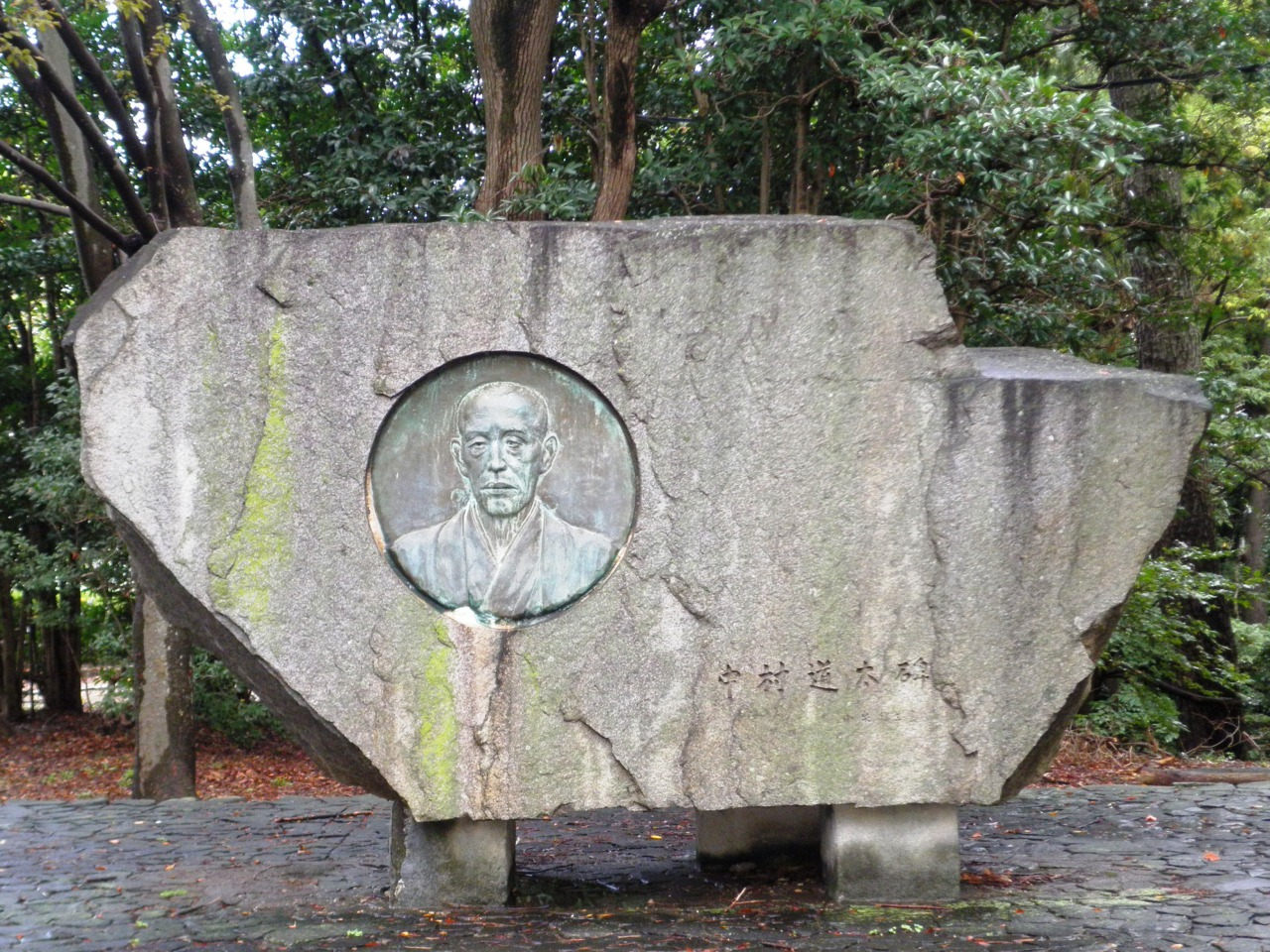
豊橋公園内にある中村道太碑

中村 道太（なかむら みちた、天保7年3月10日（1836年4月25日） - 大正10年（1921年）1月3日）は、幕臣、明治・大正期の実業家、教育者。
弟に実業家（花火師）の平山甚太、作家獅子文六は甚太の孫。

## 人物
三河吉田藩士の出身。大政奉還後、藩命により江戸詰めを命じられて穂積清軒に従事し、行動を共にする。やがて江戸屋敷の上屋敷に移り、公用人に挙げられた。江戸奉公で上府し幕臣となる。ここで勝海舟や外国方翻訳局の福澤諭吉を知り、築地鉄砲洲の慶應義塾に学ぶ。戊辰戦争で藩の大参事となり、豊橋で好問社を創立し、女子教育を始める。明治維新後、家禄を失った武士を集めて中村屋を創業する。横浜で貿易などに挑戦する。福澤諭吉の門下の丸屋商社（丸善）の早矢仕有的と懇意になり、それが縁で横浜正金銀行初代頭取に就任する。西南戦争の後、愛知県渥美郡長となり、第八国立銀行を創立する。東京米商会所の頭取となるが、薩長閥の官僚によって終生その商才を妨害されることになった。